# Angelika Slamová
Angelika Slamová (ur. 19 czerwca 1994 w Dunajskiej Stredzie) – słowacka koszykarka, występująca na pozycjach rozgrywającej lub rzucającej, reprezentantka kraju, obecnie zawodniczka VBW Arki Gdynia.
27 maja 2019 została zawodniczką Arki Gdynia.

## Osiągnięcia
Stan na 18 kwietnia 2021, na podstawie, o ile nie zaznaczono inaczej.
Drużynowe
- Mistrzyni:
  - Polski (2020, 2021[4])
  - Rumunii (2019)
- Wicemistrzyni Słowacji (2017)
- Brązowa medalistka mistrzostw Słowacji (2018)
- Zdobywczyni:
  - pucharu:
    - Słowacji (2017)
    - Rumunii (2019)
    - Polski (2020, 2021)[5][6]

  - Superpucharu Polski (2020)[7]
- Finalistka pucharu Słowacji (2018)
- 3. miejsce w pucharze Słowacji (2012)
- Uczestniczka rozgrywek:
  - Euroligi (2017/2018)
  - Eurocup (2016–2018)

### Indywidualne
(* – nagrody przyznane przez eurobasket.com)
- Zaliczona do*[8]:
  - I składu:
    - ligi słowackiej (2016)
    - zawodniczek krajowych ligi słowackiej (2016)

  - składu honorable mention ligi słowackiej (2015, 2018)[9][10]

### Reprezentacja
Seniorów
- Uczestniczka:
  - mistrzostw Europy (2017 – 8. miejsce)
  - kwalifikacji do Eurobasketu (2017 – 8. miejsce)

Młodzieżowe
- Wicemistrzyni U–16 dywizji B (2010)
- Brązowa medalistka mistrzostw Europy U–16 dywizji B (2009)
- Uczestniczka mistrzostw Europy:
  - U–20 (2011 – 13. miejsce, 2013 – 7. miejsce, 2014 – 8. miejsce)
  - U–18 (2011 – 14. miejsce, 2012 – 9. miejsce)
  - U–16 dywizji B (2009, 2010)